# Wyznanie wiary z Der-Balizeh
Wyznanie wiary z Der-Balizeh – jeden z najstarszych greckojęzycznych tekstów wyznania wiary chrześcijańskiej, najprawdopodobniej z II w.
Jest on fragmentem pochodzącego z VI w. po Chr. papirusu znalezionego w Der-Balizeh w Górnym Egipcie, który opisuje liturgię chrześcijańską z połowy IV wieku. Sam fragment wyznania sięga prawdopodobnie II w.:

Wierzę w Boga Ojca wszechwładcę

i w jednorodzonego Syna Jego Pana naszego Jezusa Chrystusa,

i w Ducha Świętego,

i w ciała zmartwychwstanie,

[jak wierzy] święty Kościół powszechny.

Wyznanie to, podobnie jak inne z tego okresu, jest ułożone według schematu trynitarnego i było prawdopodobnie częścią rytuału chrzcielnego. Jest ono echem tych pierwszych wyznań wiary, które były odpowiedzią na kerygmat apostolski (por. Rz 10,9), a jeszcze wcześniej reakcją na nauczanie samego Jezusa, objawiającego tajemnicę swojej Osoby i swej zbawczej misji (por. J 6,35-38).
Według J.N.D. Kelly’ego jest to najstarsze znane wyznanie, w którego skład wchodzi formuła odnosząca się do Kościoła, jakkolwiek mogło je poprzedzać wyznanie rzymskie, znane z dzieł Rufina z Akwilei.